# Falköping
Falköping ( pronúncia) é uma cidade da Suécia localizada na província da Västergötland, a 110 km a nordeste da cidade de Gotemburgo. 
Possui 8,9 quilômetros quadrados. De acordo com o censo de 2021, havia 17 900 habitantes.
A cidade de Falköping é a sede da comuna de Falköping, a qual pertence ao condado da Västra Götaland. 

## Etimologia
O topónimo Falköping deriva das palavras nórdicas Falan (o nome da região) e køpunger (local de comércio), significando "local de comércio de Falan". Está registado no século XIII como Falucopogs, e no século XIV como Falakopungh.
Em textos em português costuma ser usada a forma original Falköping ou a forma transliterada Falkoping.

## Comunicações
A cidade de Falköping é um nó ferroviário, com ligações a Estocolmo, Gotemburgo e Nässjö. Dispõe do Aeroporto de Falköping (Falköpings flygplats) a poucas centenas de metros da cidade, destinado a voos comerciais e dos tempos livres.